# 長島鐵路M1型電聯車
長島鐵路M1型電聯車是美國大都會運輸署（MTA）經營的通勤型電聯車。

## 概要
M1型是1996年美國大都會運輸署 (Metropolitan Transportation Authority, MTA)第一款購入的電聯車，對長島鐵路來說是一個非常大的挑戰，因為在本型車之前長島鐵路是沒有電聯車的動力型式，都是動力集中式，由電力機車前引客車車廂行駛，由於駕駛方式不一樣，因此長島鐵路花費了許多時間重新訓練駕駛，由於本型車非常適合行駛郊區與城鎮中心之間的路線，因此成為長島鐵路標準車車型，更影響後來的M7型的設計。
由於部分車輛機電系統採用不一樣的型式，因此分成M1型及M3型，其餘車體、內裝...等設計不變。

## 內裝
行走通道非常狹窄，座椅採3+2配置，並且沒有旋轉和傾斜的功能，座位都面向同一方向，而不是彼此面對。

## 機電系統
M1型

主電動機採用GE1255A2型馬達。
M3型

主電動機採用GE1261型馬達。

## 圖片

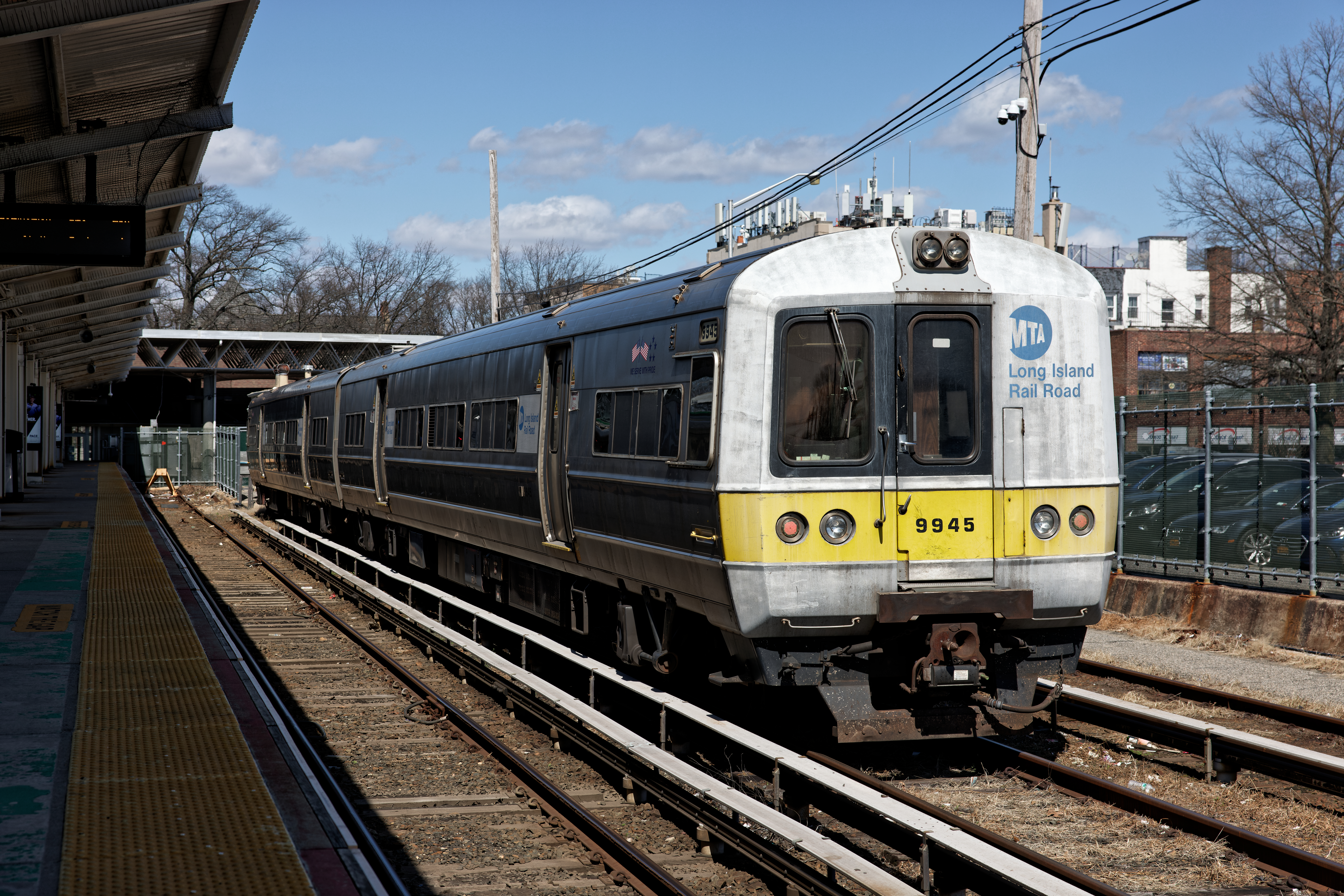
M1型
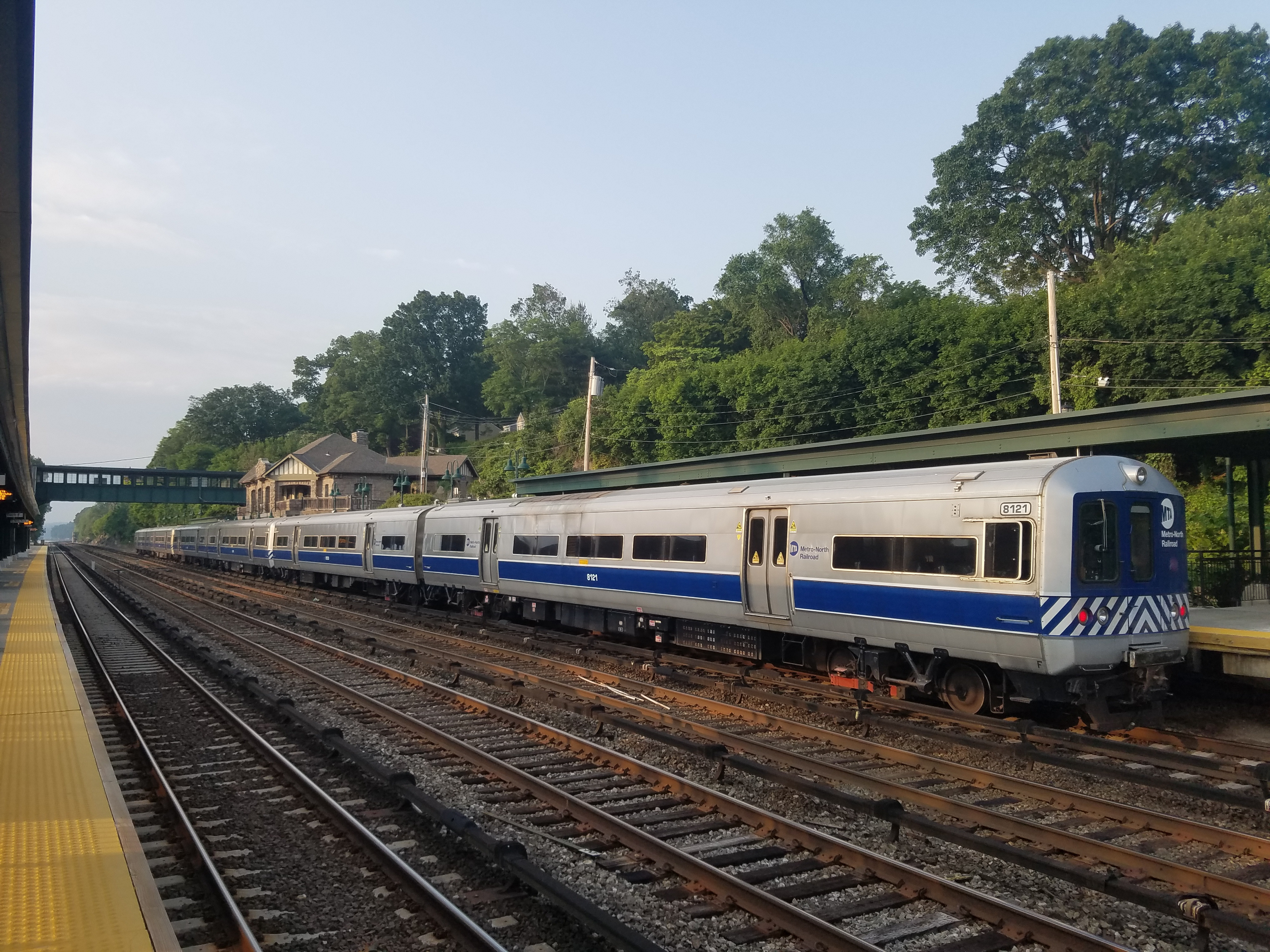
M3型

## 外部連結
- MTA Long Island Railroad official website （页面存档备份，存于）
- MTA Metro North Railroad official website （页面存档备份，存于）